# Franz Kiener
Franz Kiener (geb. 9. April 1926; gest. 13. Februar 2023) war ein österreichischer Architekt.

## Jugend
Nach Beendigung seiner Schulbildung wurde Kiener direkt zum Militärdienst im Zweiten Weltkrieg eingezogen.

## Karriere
Nachdem er aus dem Kriegsdienst zurückgekehrt war, begann Kiener 1946 seine bautechnische Ausbildung bei Hermann Rehrl an der Staatsgewerbeschule in Salzburg. Im Anschluss studierte er ab 1948 Architektur an der Akademie der bildenden Künste in Wien unter den Lehrern Clemens Holzmeister und Eugen Wachberger. Der Abschluss des Studiums erfolgte im Jahr 1951. Während der Jahre 1949–1956 sammelte Franz Kiener bereits Praxiserfahrung im Büro seines ehemaligen Lehrers Eugen Wachberger.
Kiener war einer der Teilnehmer des ersten Konrad-Wachsmann-Seminars, welches im Jahr 1956 an der Sommerakademie in Salzburg stattfand. Das Seminar war vor allem geprägt durch die Thematik der Rasterplanung sowie die der modularen Ordnungssysteme und Vorfertigung. Diese Merkmale spiegeln sich in Kieners Bauten wider.
Kiener erhielt 1959 seine Architektenbefugnis durch das Ablegen der Ziviltechnikprüfung, die Jahre danach erzielte er erste Erfolge als selbstständiger Architekt.

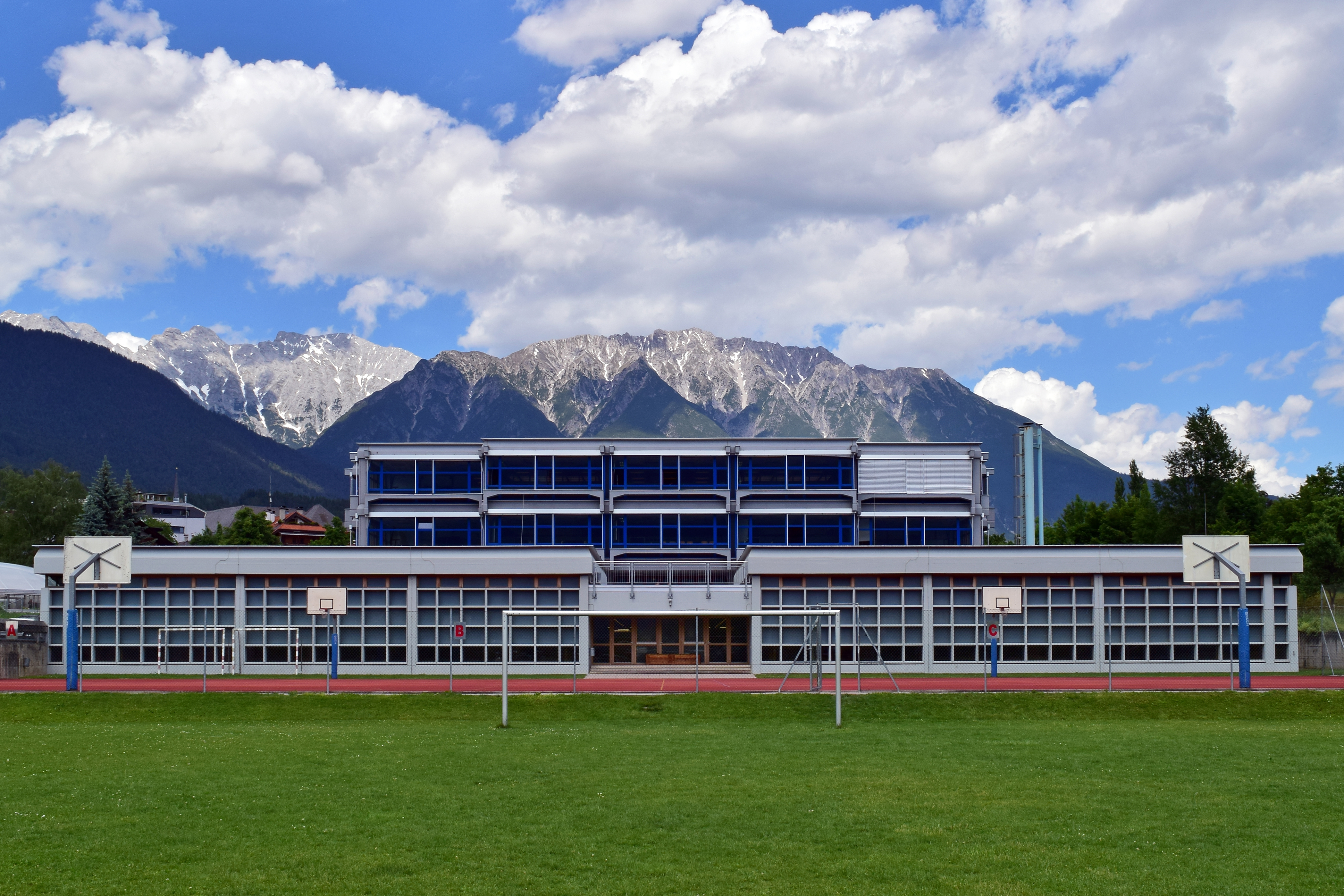
Bundesrealgymnasium Imst (1970–73)

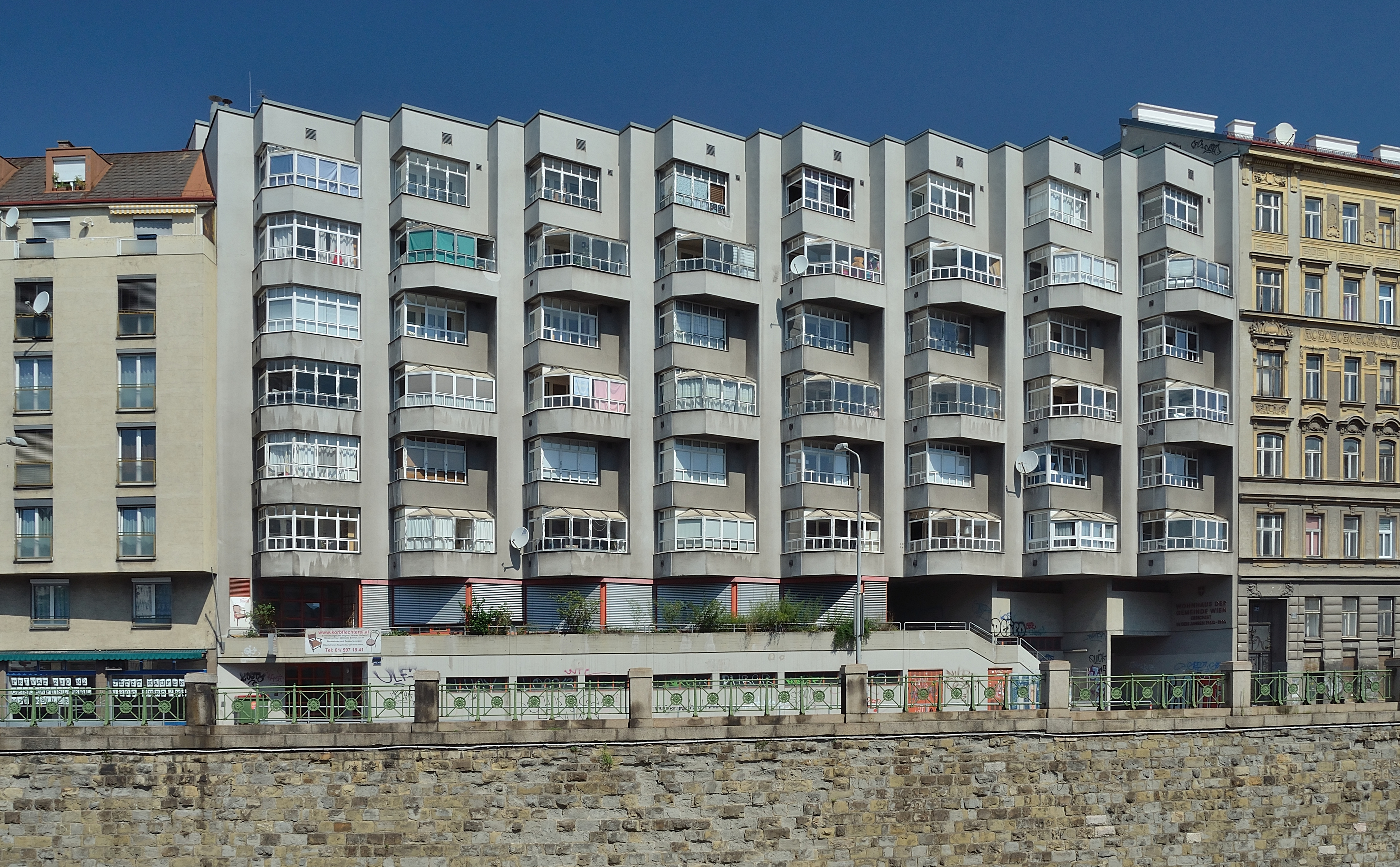
Rudolf-Krammer-Hof, Wien (1980–83)

Er war beteiligt an dem Bauplan für „Gartenstadt Süd“, den er gemeinsam mit Gustav Peichl und Wilhelm Hubatsch entwarf. Dieses Projekt initiierten die niederösterreichischen Landesgesellschaften NEWAG und NIOGAS (heute EVN), sowie das Land Niederösterreich mit dem Ziel, Österreich nach dem Zweiten Weltkrieg in die Vorstellungen des modernen Städtebaus einzuführen. Die Planung des Verwaltungsgebäudes nahm die Jahre 1959–1963 in Anspruch. Durch klar definierte Strukturen und geometrische Baukörper ist das Bürohaus bis heute ein fester sowie bekannter Bestandteil der Südstadt.
1968 wurde Kiener vom Bundesministerium Österreichs in eine Studiengemeinschaft berufen, um die Methoden der industriellen Vorfertigung und des Fertigbaus zu untersuchen. Diese Gemeinschaft bestand neben Franz Kiener aus Viktor Hufnagel, Ferdinand Kitt, Herbert Thurner, Fritz Gerhard Mayr und Ottokar Uhl. Die Studienerkenntnisse wurden 1973 beim Bau von drei Modellschulen in Imst, Vöcklabruck und Wörgl miteinbezogen. Franz Kiener und Ferdinand Kitt erhielten den Auftrag des Neubaus des Bundesrealgymnasiums in Imst, welches durch das architektonische Konzept Kieners und Kitts geprägt wurde und heute denkmalgeschützt ist.
Die Modellsanierung des Karl-Marx-Hofes in Wien 1989 war der Beginn von Kieners langjähriger Mitarbeit in der Wiener Stadterneuerung. Durch Franz Kieners Zusammenarbeit mit dem Bundesdenkmalamt wurden neue Strategien und Systeme ermittelt. Er wurde am Kalksburger Friedhof bestattet.
Kiener war ebenfalls an dem Bau von zahlreichen Einfamilienhäusern in Österreich beteiligt, was auf seine erfolgreiche Zusammenarbeit mit den Bürgern Österreichs hinweist.

## Engagement in der Zentralvereinigung der Architekten Österreichs
Franz Kiener war ab dem Jahr 1952 Mitglied und später Ehrenmitglied der Zentralvereinigung der Architekten Österreichs. Er engagierte sich dort 40 Jahre im Vorstand, von 1966 bis 2008.